# احمد بن ابی‌خالد احول
احمد بن ابی خالد احول دیوانسالار و وزیر نامدار عصر مأمون عباسی است.

## دوران قبل از وزارت
بیشتر اطلاعات مرتبط با وی تا قبل از وزارت یافتنش بر پایه روایات تنوخی و جهشیاری استوار است. از زادگاه و زمان ولادتش اطلاعی در دست نیست، پدرش ابو خالد یزید احول کاتب ابو عبیدالله وزیر مهدی خلیفه عباسی بود، او را اصالتاً از مردم اردن و خاندانش را از موالی شام دانسته‌اند. یحیی برمکی وزیر هارون احمد را به منصب جند اردن نشاند که تا ۱۹۰ ه‍.ق بر این منصب باقی بود و پس از آن به بغداد مراجعت کرد و به دیدار یحیی برمکی که در زندان بود رفت و در آنجا نیمی از اموال خود را بدو داد و یحیی هم سفارش نامه‌ای برای وی نوشت به فضل بن سهل. ظاهراً تا روزگار خلافت مأمون منصبی نداشته‌است تا اینکه طاهر بن حسین که به بغداد رفته بود به خواست فضل بن سهل احمد را به مرو روانه کرد و فضل به سبب سفارش نامه‌ای که احمد به همراه داشت و همچنین رساندن اخبار دستگاه امین از بغداد به دستگاه وی احمد را گرامی داشته و ریاست دواوین توقیع و فضّ و خاتم را به او سپرد و در همین منصب و در زمره کاتبان خاص مأمون تا ۲۰۳ ه‍.ق باقی بود.

## دوران وزارت
آغاز زمان وزارت وی را بین سالهای ۲۰۳ تا ۲۰۵ ه‍.ق دانسته‌اند. کارهای چندی در دورهٔ وزارتش انجام داد از جمله: متقاعد نمودن مأمون به برگزیدن طاهر بن حسین به حکومت خراسان با اینکه مأمون به طاهر نظر خوشی نداشت و از عصیان وی هراس داشت که از این بابت پول هنگفتی از طاهر گرفت، از روایات چنین بر می‌آید که احمد در مرگ طاهر بن حسین بعد از انداختن نام خلیفه از خطبه نقش داشته‌است، پس از رسیدن خبر مرگ طاهر به بغداد احمد بن ابی خالد به خراسان رفت و طلحه بن طاهر را با تأیید خلیفه به حکومت آن دیار نشاند، در همین سفر احمد به ماوراءالنهر تاخت و اشروسنه را گشود و کاووس حاکم آن را دستگیر کرد؛ سپس، در سال ۲۰۸ ه‍.ق از خراسان به کرمان رفت و حسن بن حسین بن مصعب را که سر به شورش برداشته بود دستگیر کرده و به بغداد برد، همچنین نقش مهمی هم در عفو ابراهیم بن مهدی داشت. سرانجام احمد بن ابی خالد احول در ذیقعده سال ۲۱۱ ه‍.ق در بغداد بدرود حیات گفت و مأمون خلیفه عباسی بر پیکرش نماز خواند.